# Daniel Boone

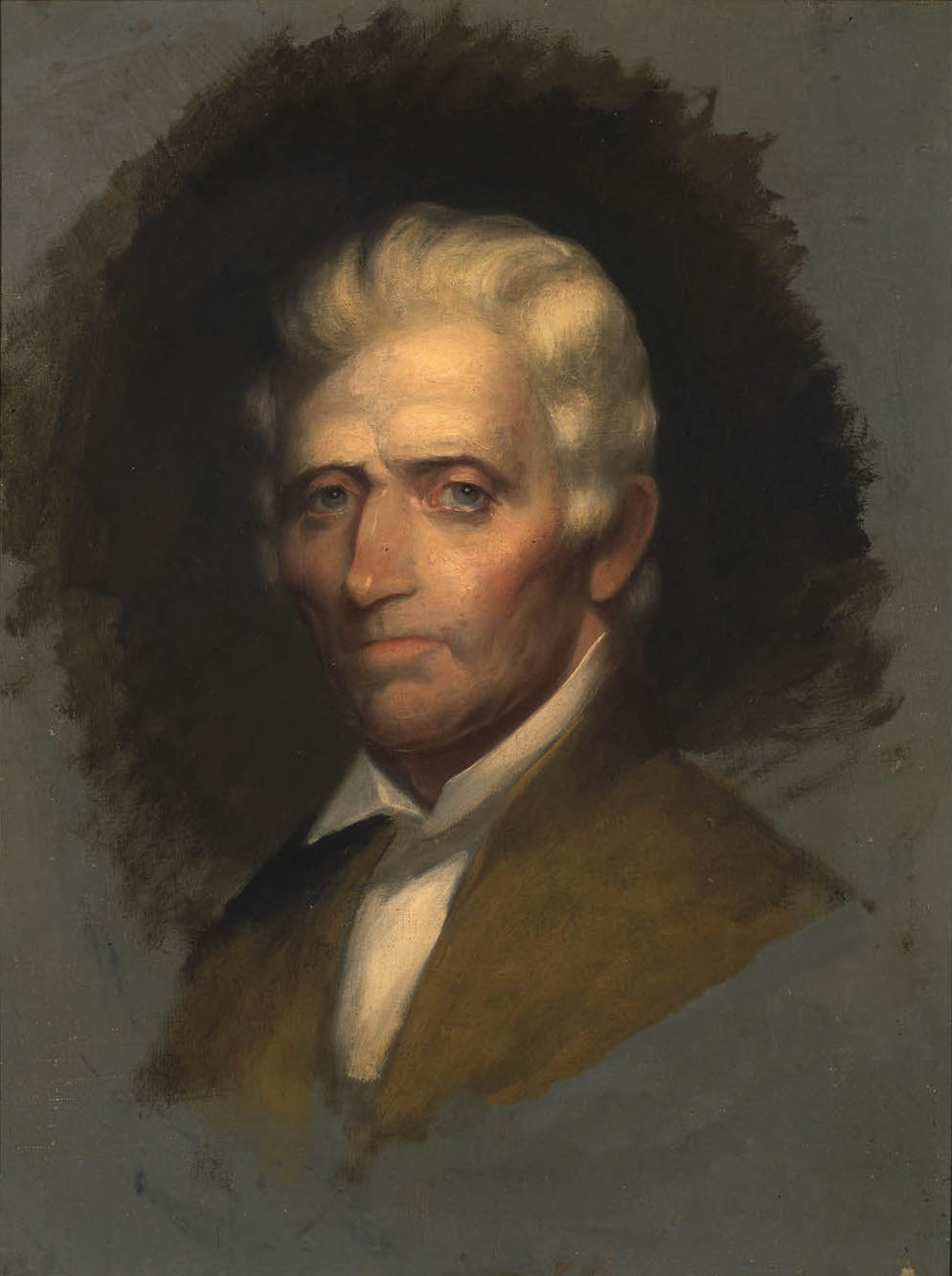
Denna oljemålning från 1820, gjord av Chester Harding, är det enda porträtt av Daniel Boone som han medverkade under. Boone, då 84 år gammal och med enbart några få månader kvar att leva, var tvungen att få fyskiskt stöd av en vän för att kunna vara med under porträttmålningen.

Daniel Boone, född 2 november 1734 i Birdsboro, Pennsylvania, död 26 september 1820, var en amerikansk pionjär och nybyggare. 
Han ledde en patrull för att finna en väg genom Cumberland Gap i Appalacherna i östra Virginia till Kentucky 1775 och banade på så sätt väg för den första migrationen av nybyggare väster om denna bergskedja. 
Boone tillfångatogs av indianerna och adopterades som son av Shawnee-hövdingen Blackfish, innan han så småningom återvände till bosättningen i Kentucky.

## Bildgalleri

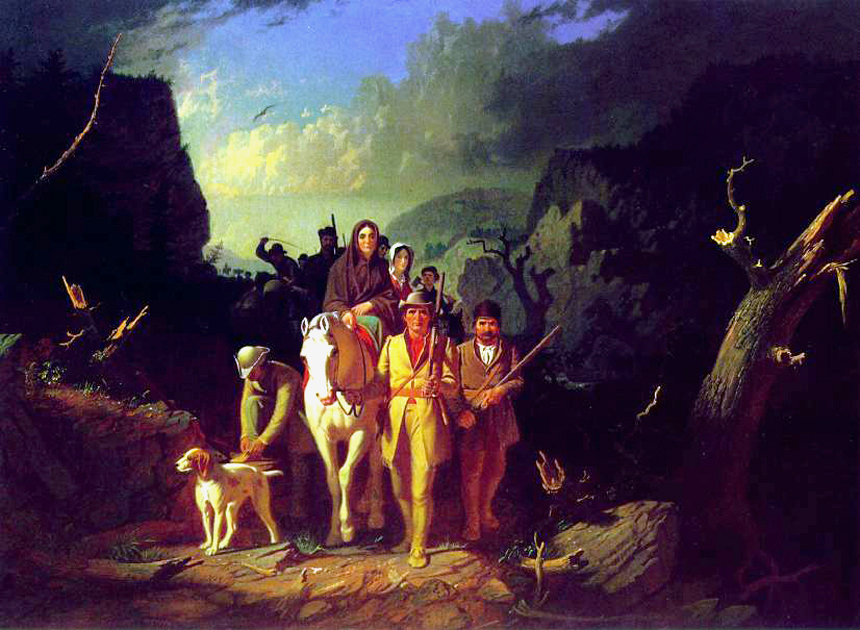
Daniel Boone leder nybyggarna genom Cumberland Gap. Historiemålning.
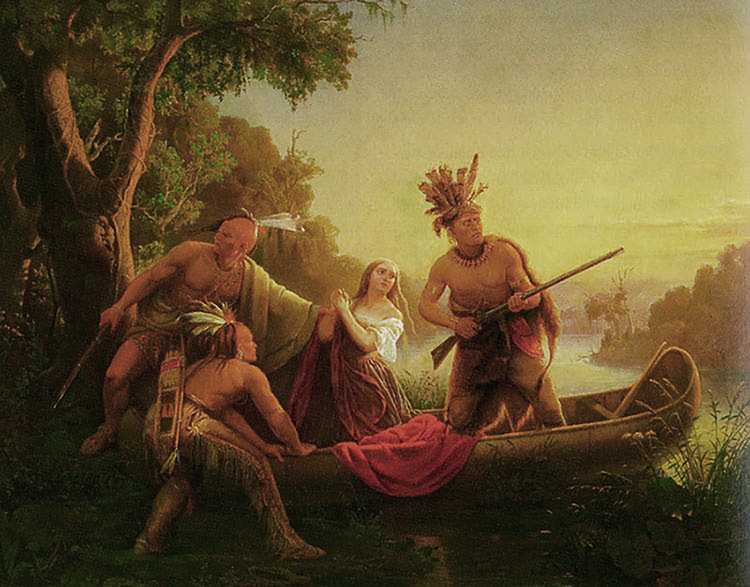
Daniel Boones dotter förs bort av indianerna. Historiemålning.
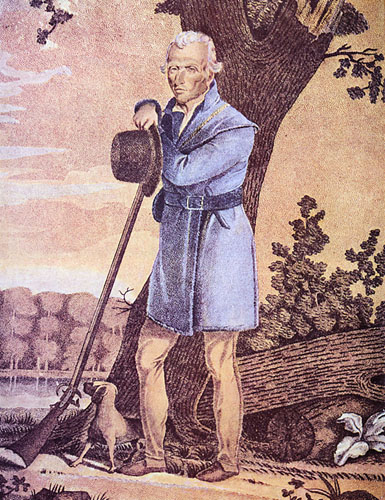
Daniel Boone ca 1820.